# الباب (حلب)

## المكان والتقسيمات الإدارية
تبعد عن مدينة حلب 38 كيلومتراً نحو الشمال الشرقي. تقع أسفل السفح الشرقي لتل يدعى جبل الشيخ عقيل (534م)، تمتد في شمالها وشرقها وجنوبها أراض سهلية متموجة، تميل نحو الجنوب، وضمنها وادي نهر الذهب في الشرق متجهاً من الشمال إلى الجنوب نحو مملحة الجبول. تتبعها 157 قرية و52 مزرعة و3نواحي هي: تادف، ودير حافر، والراعي.

## التسمية والتاريخ
تعتبر مدينة الباب من المدن القديمة في التاريخ، يرجح أنها تعود إلى العهد الروماني. ذكرها العديد من المؤرخين والرحالة في كتبهم، فذكرها الرحالة ابن جبير في كتابه رحلة ابن جبير، كما ذكرها المؤرخ ياقوت الحموي في معجم البلدان، حيث قال:
كما كانت تدعى تيماء.[بحاجة لمصدر]. عام 16 هجري الموافق 638 ميلادي، في زمن خلافة عمر بن الخطاب فتحت مدينة الباب في حملة على يد القائد حبيب بن مسلمة الفهري.

## العمارة والمعالم الأثرية
إعمار المنطقة قديم بدلالة بقايا طريق مرصوفة في شمال المدينة، إضافة لوجود أقنية مائية جوفية مندثرة يقال أنها تعود للعهد الروماني كان يمر من خلالها نهر الذهب في المدينة. وفي شمالها تل أثري يدعى "تل بطنان"، تكثر على سطحه قطع فخارية ولقى أثرية يعتقد بأنها تعود للعهدين الحثي والآرامي.
مساكنها القديمة طينية حجرية بسقوف مستوية، تمثل نواة المدينة ذات الأزقة الضيقة، وفيها مسجد أثري يدعى بالجامع الكبير، فيما طغت عليها الأبنية الأسمنتية الحديثة، التي تمتد باتجاه الشمال والغرب نحو السفح الجبلي المجاور.
في المدينة سوق مسقوف يعتبر أقدم الأسواق في المدينة، ويقسم السوق المسقوف حاليًّا لعدة أسواق هي: السوق الشمالي والقبلي والشرقي والغربي، يتميز هذا السوق بالقدم العمراني له، والتصميم الذي يدل على مهارة الأجداد في البناء المعماري القديم، والشيء الأهم ذلك السقف الذي يغطي السوق بأكمله والذي يسهل حركة الزوار صباحًا أو بأي وقت كان وبأي فصل من الفصول. وكما يوجد أيضًا سوق خاص بخياطة الأقمشة والملبوسات وهو سوق المدينة.
أيضًا تحتوي المدينة على أبنية تعود للعهد العثماني كمبنى السرايا وبعض الأبنية الحكومية.
في المدينة أيضًا جبل يدعى جبل الشيخ عقيل وفيه المشفى الوطني المعروف ( مشفى الجبل).

## أهم الطرق
- شارع آل واكي
- المتحلق الشمالي
- المتحلق الغربي
- الشارع العام
- شارع الجامع الكبير
- شارع زمزم
- شارع المستشفى الوطني
- شارع الكورنيش
- شارع الراعي
- شارع عصفور
- شارع الخراب
- الشارع الجديد
- شارع السرايا
- شارع ساحة مرطو
- شارع الفيلات

## الأحياء والتقسيمات الادارية
تقسم مدينة الباب إلى خمس مناطق رئيسية وهي:
- الباب القديمة (البلدة القديمة) وفيها:

1. حي المصاري
2. حي حارة العشرة
3. حي التجارة

1. وفيها أيضاً الجامع الكبير (الأموي) والسوق المسقوف بالإضافة أنه كان قديما دار السينما والحمام الشعبي لكن تمت إزالتهم حديثا بسبب التوسعة .

- المنطقة الشمالية وفيها:

1. حي شمالية
2. حي النصر
3. حي غرناطة
4. سوق ساحة مرطو

- المنطقة الغربية وفيها:

1. حي جبل عقيل
2. حي غربية
3. المستشفى الوطني العام
4. بالإضافة إلى الثانوية الصناعية وغيرها

- المنطقة الشرقية وفيها:

1. حي شرقية
2. سوق الهال (أكبر سوق للخضروات والفواكه في المحافظة)
3. حي عدسة الزالق

- المنطقة الجنوبية وفيها:

1. حي قبلية
2. حي الراهب
3. حي زمزم
4. حي آل نجار
5. بالإضافة إلى الملعب البلدي والثانوية الشرعية للبنين وثانوية الفنون الجميلة للبنات وغيرها

## الاقتصاد
تعد الزراعة وتربية المواشي الأعمال ومصادر الدخل الأساسية للسكان، تضاف إليها بعض الأعمال الحرة، والوظائف العامة الحكومية. تنتشر الزراعة بشكل كبير في سهل مدينة الباب، حيث تقوم حول المدينة الزراعات البعلية بمساحة 4517هـ، ومن أهم حاصلاتها القمح والشعير والبقول، بينما تقوم الزراعة المروية بمساحة 473هـ ومن أهم حاصلاتها الرمان والفستق والزيتون مع بعض الخضار. وكذلك تشتهر المدينة بمنتجات الأجبان والألبان، إضافة لعدد من الصناعات الأخرى.
تغذي المدينة بالمياه شبكة تستمد مياهها من نهر الفرات، ومن خزان مائي غربي المدينة.
تتوفر فيها الخدمات العامة منها: مستوصف صحي، ثانويات صناعية وعامة، مؤسسات استهلاكية ودار للحكومة، ومحطة للرصد الجوي. تتصل بمدينة حلب بطريق معبدة (مزفتة) وتتوافر وسائل نقل عامة بين حلب والباب.